# 召陵之盟
召陵之盟，又称召陵之會，是春秋時期齊國為首的中原諸侯國與楚國的會盟。

## 背景
公元前657年，齊桓公與夫人蔡姬坐船遊玩，期間蔡姬不理桓公阻止，故意令船搖晃，激怒桓公。事後桓公把蔡姬送回蔡國，蔡國的國君隨後把蔡姬嫁給別人，齊桓公得知此事後大怒，發兵攻打蔡國。

## 經過
公元前656年春天，齊桓公聯同及宋、陳、衛、鄭、許、魯、曹八國發兵攻打蔡國，擊敗蔡國後，再進軍楚國。楚成王派使者前往交涉，問齊國和楚國兩地相距遙遠，風馬牛不相及，不知為何齊國入侵。管仲代表桓公回答，指控楚國未按時進貢祭祀用的苞茅，影響周天子祭祀，又追究楚國關於周昭王南巡不歸之謎。聯軍繼續進軍，在陘駐紮。直到夏天，楚成王派屈完交涉，聯軍後退至召陵。齊桓公向屈完議和，並訂立了盟約，史稱召陵之盟。

## 成語典故
成語「風馬牛不相及」出自於以上事件，比喻事物之間彼此毫不相干。

## 參见
- 齐桓公

1. ↑  《史記 齊太公世家》：二十九年，桓公與夫人蔡姬戲船中。蔡姬習水，蕩公，公懼，止之，不止，出船，怒，歸蔡姬，弗絕。蔡亦怒，嫁其女。桓公聞而怒，興師往伐。
2. ↑  《左傳 僖公四年》：四年，春，王正月，公會齊侯，宋公，陳侯，衛侯，鄭伯，許男，曹伯，侵蔡，蔡潰，遂伐楚，次于陘。
3. ↑  《左傳 僖公四年》：四年，春，齊侯以諸侯之師侵蔡，蔡潰，遂伐楚。楚子使與師言曰：君處北海，寡人處南海，唯是風馬牛不相及也。不虞君之涉吾地也，何故，管仲對曰，昔召康公命我先君大公曰，五侯九伯，女實征之，以夾輔周室，賜我先君履。東至于海，西至于河，南至于穆陵，北至于無棣。爾貢包茅不入，王祭不共，無以縮酒，寡人是徵。昭王南征而不復，寡人是問。對曰，貢之不入，寡君之罪也，敢不共給，昭王之不復，君其問諸水濱，師進，次于陘。夏，楚子使屈完如師。師退，次于召陵，齊侯陳諸侯之師，與屈完乘而觀之，齊侯曰，豈不穀是為，先君之好是繼，與不穀同好如何，對曰，君惠徼福於敝邑之社稷，辱收寡君，寡君之願也，齊侯曰，以此眾戰，誰能禦之，以此攻城，何城不克，對曰，君若以德綏諸侯，誰敢不服，君若以力楚國方城以為城，漢水以為池，雖眾，無所用之，屈完及諸侯盟。